# GADD45A
La proteína de arresto de crecimiento e inducible por daños en el ADN GADD45 alfa es una proteína que en humanos está codificada por el gen GADD45A.

## Función
Este gen es un miembro de un grupo de genes, los genes GADD45, cuyos niveles de transcripción aumentan luego de condiciones estresantes de detención de crecimiento y tratamiento con agentes que dañan el ADN (mutágenos). La transcripción inducida por el daño en el ADN de este gen está mediada por mecanismos dependientes e independientes de p53. La proteína codificada por este gen responde al estrés ambiental al mediar la activación de la vía p38/JNK a través de la quinasa MTK1/MEKK4.

## Aplicaciones
Se ha explotado el hecho de que la expresión de este gen sea un indicador de daño en el ADN para poner a punto una prueba in vitro de mutagenicidad, el ensayo GreenScreen HC de GADD45a-GFP. Este ensayo consiste en una línea celular que se ha diseñado para que la expresión de GADD45A esté asociada a la expresión de la proteína verde fluorescente, que puede detectarse fácilmente. Para probar la mutagenicidad de una sustancia, se aplica a estas células y se mide la fluorescencia. 

## Interacciones
Se ha demostrado que GADD45A interactúa con: 
- AURKA[5][5]
- Cdk1[6][7][8][9]
- CCNB1[6][9]
- GADD45GIP1[10]
- MAP3K4[11]
- P21[8][12] y
- PCNA[8][13][14][15][16]